# Маркобрунова Ганна Василівна
Ганна Василівна Маркобрунова (31 липня 1927 — 6 травня 1992) — передовик радянського сільського господарства, доярка колгоспу «Комунар» Локнянського району Псковської області, Герой Соціалістичної Праці (1973).

## Біографія
Народилася в 1927 році в селі Великий Бір Локнянського району Ленінградської області (нині Псковської області).
Отримала неповну середню освіту. До 1948 року працювала на відновлювальному поїзді, потім стала працювати в колгоспі "Комунар" рільником, а пізніше, з січня 1960 року, дояркою. 
Вже в перший рік своєї роботи надоїла по 2800 кілограмів молока в середньому від кожної закріпленої корови. Надої приростали з кожним роком. У 1970 отримала 3420 кілограмів, у 1971 - 3845 кілограмів молока. Була учасницею виставки досягнень народного господарства СРСР у Москві. У 1972 році переступила чотиритисячний рубіж по надою молока в середньому від кожної корови. В 1973 році був досягнутий рекордний максимум по надою молока - 4185 кілограмів. 
Указом Президії Верховної Ради СРСР від 6 вересня 1973 року за великі успіхи, досягнуті у Всесоюзному соціалістичному змаганні і виявлену доблесть у виконанні прийнятих зобов'язань по збільшенню виробництва і заготівель продукції тваринництва в зимовий період 1972-1973 роки Ганні Василівні Маркобруновій присвоєно звання Героя Соціалістичної Праці з врученням ордена Леніна і медалі «Серп і Молот».
Делегат XXV з'їзду КПРС (1976). 
З 1981 року перебувала на пенсії. 
Останні роки життя мешкала в селі Іваньково. Померла 6 травня 1992 року. Похована на сільському кладовищі.

## Родина
Вийшла заміж за Володимира Маркобрунова, спочатку проживали у батьків чоловіка, пізніше родина переїхала в побудований новий будинок. Подружжя виростило дочку, дали їй освіту.

## Нагороди
- золота зірка «Серп і Молот» (06.09.1973)
- орден Леніна (06.09.1973)
- орден Трудового Червоного Прапора (08.04.1971)
- Медаль «На відзначення 100-річчя з дня народження Володимира Ілліча Леніна» (1970)
- інші медалі.